# Oreoderus rufulus
Oreoderus rufulus är en skalbaggsart som beskrevs av Raffaello Gestro 1891. Oreoderus rufulus ingår i släktet Oreoderus och familjen Cetoniidae. Inga underarter finns listade i Catalogue of Life.